# Alfonz-táblázatok

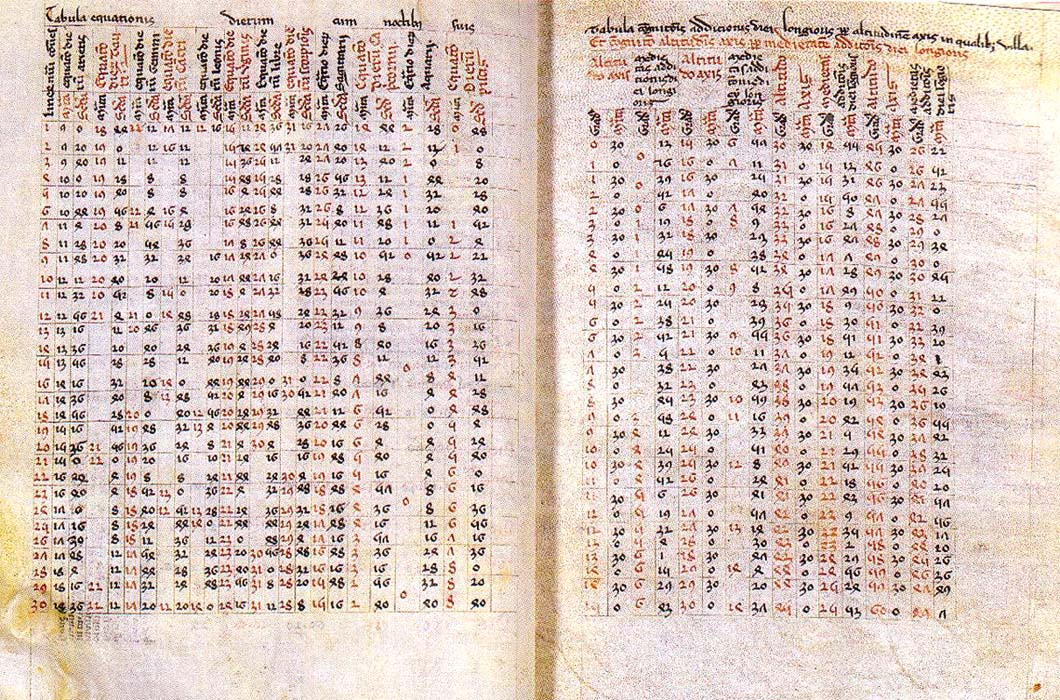
Az Alfonz-táblázatok két oldala

Az Alfonz-táblázatok (eredeti spanyol címe: Tablas alfonsíes)  csillagászati táblázatok, melyek elkészítését X. Alfonz kasztíliai király támogatta.

## Történeti előzmények
Több mint egy évezredig a második században élt Klaudiosz Ptolemaiosz táblázatait használták a csillagászati számításokhoz. 
Már az arab csillagászok rájöttek, hogy Ptolemaiosz eredeti táblázatai az eltelt évezred miatt pontatlanná váltak. 
Az időközben készült arab táblázatok további pontosítására rendelte el X. Alfonz kasztíliai király a táblázatok elkészítését.

## Tartalma
A Nap, hold és bolygók helyzetét adja meg az állócsillagokhoz képest.
Az táblázatok 1252 január elsejével, Alfonz király koronázásának dátumával kezdődnek. Klaudiosz Ptolemaiosz képleteit és alapadatait alapul véve végezték nagyon bonyolult számításokat, hisz akkor még nem ismerték fel hogy a bolygók a nap körül keringenek. Az év hosszát ugyancsak Ptolemaiosz alapján 365 nap, 5 óra, 49 perc, 16 másodpercnek vették, ami nagyon közel van a jelenleg elfogadotthoz.

## Jelentősége
Az Alfonz-táblázatok 300 évszázadon át a leggyakrabban használt táblázatok voltak egész Európában, sokszor újranyomtatták. Ekkoriban még a távcső ismeretlen volt, tehát az adatok a megfigyelések pontosságát nagyban segítették. Kopernikusznak is volt egy saját példánya, amit alapul vett a Naprendszerrel kapcsolatos kutatásaihoz. A következő szélesen elterjed csillagászati munka a Tabulae Rudolphinae vagyis "Rudolf táblázatok", amiket Johannes Kepler 1627-ben adott ki már egyszerűsített számításokkal.